# Shapes (The X-Files)
«Shapes» es el decimonoveno episodio de la primera temporada de la serie de televisión de ciencia ficción estadounidense The X-Files. Se estrenó en la cadena Fox el 1 de abril de 1994. «Shapes» fue escrito por Marilyn Osborn y dirigido por David Nutter. Contó con apariciones especiales de Michael Horse, Ty Miller y Donnelly Rhodes. El episodio es una historia del «monstruo de la semana», una trama independiente que no está relacionada con la mitología más amplia de la serie. «Shapes» obtuvo una calificación Nielsen de 7,6, siendo visto por 7,2 millones de hogares en su emisión inicial; y recibió críticas mixtas, con reacciones variadas al manejo del episodio del género del hombre lobo y de sus temas de nativos americanos.
El programa se centra en los agentes especiales del FBI Fox Mulder (David Duchovny) y Dana Scully (Gillian Anderson) que trabajan en casos relacionados con lo paranormal, llamados expedientes X. En este episodio, Mulder y Scully son llamados a Montana después de un tiroteo en una granja cerca de una reserva de nativos americanos. Al investigar el caso, los agentes descubren que el hombre muerto y los que atacó pueden ser capaces de transformarse en bestias feroces, un fenómeno que fue documentado en el primer expediente X.
«Shapes» se escribió después de que los ejecutivos de Fox sugirieran que la serie debería presentar un tipo de monstruo «más convencional», y los productores James Wong y Glen Morgan comenzaron a investigar las leyendas nativas americanas del Manitu para formar la base del concepto del episodio. Gran parte del episodio se filmó en Maple Ridge y Pitt Meadows, Columbia Británica.

## Argumento
Los agentes del FBI Dana Scully y Fox Mulder viajan a Browning, Montana para investigar el asesinato de un nativo americano, Joseph Goodensnake, por el ranchero local Jim Parker. El asesinato parece estar motivado por una disputa sobre la propiedad de una extensión de tierra, aunque Parker afirma que disparó contra un animal monstruoso en lugar de un humano. El hijo de Parker, Lyle, tiene cicatrices que dan crédito a la historia.
En la escena del tiroteo, Scully razona que a la corta distancia desde la que dispararon a Goodensnake, habría sido imposible confundirlo con un animal. Sin embargo, Mulder encuentra huellas que conducen al área que parecen cambiar de ser humano a algo más animal en la naturaleza. Scully descarta esto, pero encuentra cerca una gran sección de piel humana mudada. Ella cree que los Parkers mataron a Goodensnake a sabiendas, pero sabe que no pudieron haberlo desollado ya que no se encontraron signos de tal lesión en el cuerpo.
La investigación se complica por la hostilidad que Mulder y Scully enfrentan por parte de la población nativa americana, derivada de su experiencia con el FBI durante el incidente de Wounded Knee en 1973. La hermana de Goodensnake, Gwen, también está amargada porque sus vecinos tienen demasiado miedo a las leyendas nativas como para enfrentarse a su muerte. El sheriff local, Charles Tskany, permite que Scully haga un examen superficial del cuerpo de Goodensnake, pero prohíbe una autopsia completa. Descubren que tenía caninos alargados, similares a los de un animal, y que tiene cicatrices curadas durante mucho tiempo similares a las de Lyle.
Mulder le cuenta a Scully sobre un incidente similar en el área cuarenta años antes, que fue investigado por J. Edgar Hoover y se convirtió en el primer caso de los expedientes X del FBI. Mientras los agentes observan cómo se incinera el cuerpo de Goodensnake en una ceremonia tradicional, Mulder comparte con Scully su creencia de que los culpables tanto en el caso actual como en la investigación de Hoover son hombres lobo. Scully descarta esta teoría y, en cambio, atribuye la creencia a la licantropía clínica. Posteriormente, Jim Parker es destrozado por un animal invisible fuera de su casa, y Lyle se encuentra desnudo e inconsciente a unos cientos de metros de distancia.
Ish, uno de los hombres mayores de la reserva, le explica a Mulder la leyenda del manitu, una criatura que puede poseer y transformar a un hombre y puede pasar a un nuevo anfitrión, a través de un mordisco o tras la muerte del anfitrión original. Ish cree que había visto a la criatura en su juventud, pero estaba demasiado asustado para enfrentarse a ella. Dice que le sucede cada ocho años a alguien en la región, y que ha pasado tanto tiempo desde el último avistamiento de un posible manitu.
Mulder llama al médico forense, quien le dice que Scully se llevó a Lyle de regreso al rancho y que el tipo de sangre de Jim fue encontrado en el estómago de Lyle. Mulder y Tskany se apresuran a ir al rancho Parker. Después de disparar contra la criatura, que escapa ilesa, Mulder encuentra a Scully escondida en el piso de arriba. Buscan a la criatura, que es disparada por Tskany mientras se lanza para atacarlos. Scully expresa incredulidad al ver el cuerpo de Lyle, creyendo que fueron atacados por un puma cautivo; Tskany responde que el puma todavía está en su jaula. Cuando los agentes se van, se enteran de que Gwen se fue de la ciudad, mientras Ish advierte crípticamente a Mulder: «Nos vemos en unos ocho años... agente». Mientras Mulder y Scully se alejan, se escucha a un lobo aullar en el bosque.

## Producción
«Shapes» se escribió después de que los ejecutivos de Fox sugirieron que la serie debería presentar un tipo de monstruo «más convencional», y los productores James Wong y Glen Morgan comenzaron a investigar las leyendas nativas americanas del Manitu para formar la base del concepto del episodio. creyendo que «un programa de terror debería poder hacer estas leyendas que han existido desde los trece centenares». El episodio hizo mención del primer caso de un archivo X que se abrió, aparentemente iniciado por J. Edgar Hoover en 1946; mientras que también hace referencia a los eventos del episodio anterior de la primera temporada «Beyond the Sea», como lo es Scully hablando de la muerte de su padre. «Shapes» marcó la primera vez que un episodio de The X-Files hizo uso de temas y folclore de los nativos americanos. Si bien este episodio fue una historia independiente del «monstruo de la semana», los episodios posteriores que comienzan con el final de la segunda temporada «Anasazi», comenzarían a incorporar referencias culturales navajos en la mitología general del programa.

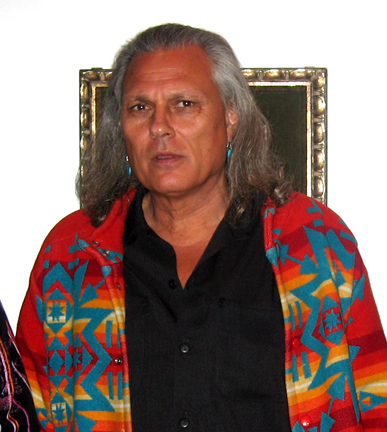
Michael Horse, quien interpretó al Sheriff Tskany en el episodio, había aparecido previamente con el protagonista de la serie David Duchovny, en Twin Peaks.

La estrella invitada Michael Horse, que interpreta al sheriff Charles Tskany, es la tercera estrella invitada de la serie que ha aparecido anteriormente junto a David Duchovny en Twin Peaks, después de la exalumna Claire Stansfield, quien interpretó al «demonio de Jersey» en el episodio del mismo nombre, y Don Davis, que había interpretado al padre de la Agente Scully, William, en el episodio anterior «Beyond the Sea». Davis reaparecería en «One Breath» de la segunda temporada, mientras que otros actores de Twin Peaks aparecerían en episodios posteriores de la serie: Michael J. Anderson en «Humbug» de la segunda temporada, Kenneth Welsh en «Revelations» de la tercera temporada y Richard Beymer en «Sanguinarium» de la cuarta temporada.
Gran parte del episodio se filmó en Maple Ridge y Pitt Meadows, Columbia Británica, en un sitio llamado Bordertown, una ciudad «clásica del oeste» que se había construido específicamente para decorados de películas, ubicada a solo «diez minutos en automóvil» de la casa del primer asistente de dirección Tom Braidwood. Se eligió el área porque proporcionaba ubicaciones para las tomas exteriores de la reserva, además de todas las áreas interiores que se necesitaban para el episodio. A pesar de cubrir el área con grava, las fuertes lluvias dejaron el suelo empapado y lo suficientemente embarrado como para atascar equipos y vehículos. Condiciones climáticas similares obstaculizarían la filmación del próximo episodio, «Darkness Falls». La escena de la pira funeraria se encendió principalmente con la luz natural de la hoguera utilizada; mientras que los extras que cantaron y rezaron fueron elegidos por el director David Nutter después de una visita a una reunión semanal de nativos americanos en Vancouver, quien sintió que la actuación de no profesionales le daría más autenticidad a la escena.

## Recepción
«Shapes» se estrenó en la cadena Fox el 1 de abril de 1994. El episodio obtuvo una calificación Nielsen de 7,6 con una participación de 14, lo que significa que aproximadamente el 7,6 por ciento de todos los hogares equipados con televisión, y el 14 por ciento de los hogares que ven televisión, sintonizaron el episodio. Un total de 7,2 millones de hogares vieron este episodio durante su emisión original.
En una retrospectiva de la primera temporada de Entertainment Weekly, el episodio fue calificado con una D+, siendo descrito como una «trama de hombre lobo de jardín» que no ofrecía «mucho en lo que hundir el diente». Zack Handlen, escribiendo para The A.V. Club, describió el episodio como «completamente predecible». Encontró que la trama no era original, creyendo que existía «más por un sentido de tradición que por un deseo real de contar una historia específica»; sin embargo, elogió la actuación en el episodio, especialmente la de la estrella invitada Michael Horse. Matt Haigh, que escribe para Den of Geek, describió «Shapes» como «una historia de detective y hombre lobo muy básica y un poco prolongada», aunque el hallazgo general de que los efectos visuales y la atmósfera del episodio significan que «en general sale bien en el final». «Shapes» ha sido criticado por parecer un «cuento de hombres lobo con adornos de nativos americanos», y sus intentos de corrección política se consideraron forzados. Sin embargo, fue elogiado por no adherirse al arquetipo de «noble salvaje» en su representación de los personajes nativos americanos. Jane Goldman, en The X-Files Book of the Unexplained, siente que el episodio tergiversa seriamente el folklore que retrata, señalando que «para muchos nativos, llamar a una bestia enloquecida y devoradora de hombres “Manitu” es como llamar a Charles Manson “Dios”». La trama de «Shapes» también fue adaptada como novela para adultos jóvenes en 1996 por Ellen Steiber.

### Novelización
- Shapes en Internet Speculative Fiction Database (en inglés)

- Datos: Q3495244